# 清水一幸
清水 一幸（しみず かずゆき）は、テレビドラマプロデューサー・映画プロデューサー。
埼玉県浦和市（現さいたま市）出身。

## 来歴
1973年生まれ。埼玉県立浦和西高等学校を経て、上智大学理工学部化学科を卒業。
1996年4月、朝日放送（ABC）に入社し、2005年、フジテレビに中途採用で移籍し、編成制作局ドラマ制作センターに所属。
プロデューサーとして活躍後、2013年1月、編成制作局編成部に異動。
2014年、再び編成制作局ドラマ制作センターに異動。
2016年6月、主にFODを運営する総合事業局コンテンツ事業センターコンテンツデザイン部に異動となり、コンテンツ事業室に改組されるまで企画担当部長として在籍。FODオリジナルドラマやdTV・Netflixとの共同制作作品を多数プロデュースする。
2021年3月、フジテレビを退職し、翌4月に古巣の朝日放送グループホールディングスに復帰。新設のコンテンツ開発局長を委嘱された。

## 人物
プロデュースした『最高の離婚』で2013年日本民間放送連盟賞番組部門 テレビドラマ番組 最優秀賞、ギャラクシー賞第50回 テレビ部門 選奨、第76回ザ・テレビジョンドラマアカデミー賞・作品賞などを受賞している。
また翌年放送の『最高の離婚Special 2014』は東京ドラマアウォード2014で作品賞〈単発ドラマ部門〉優秀賞を受賞。
『のだめカンタービレ』『CHANGE』『最高の離婚』『問題のあるレストラン』が代表作。
FODでは、オリジナルドラマ『パパ活』や『花にけだもの』、『彼氏をローンで買いました』、『ポルノグラファー』などのヒット作を企画・プロデュースしている。
2020年、29年ぶりにリメイクされた『東京ラブストーリー』を企画・プロデュース。「1991年版のドラマは高校生の頃に見ていて、この世界に憧れたきっかけでした。運よく、こうしてフジテレビに入社できましたので、いつの日にかもう一度、映像化してみたいと思っていました。」。自身が憧れた作品をリメイクし、大ヒットに導く。
2023年4月、朝日放送テレビの制作によりテレビ朝日系で日曜22時台にドラマ枠が新設され、第一弾の岡田惠和脚本の『日曜の夜ぐらいは…』を企画・プロデュース。以降、7月クールの野島伸司脚本『何曜日に生まれたの』、10月クールの浅野妙子脚本『たとえあなたを忘れても』、2024年1月クールの遊川和彦脚本『アイのない恋人たち』と4クール連続で企画・プロデュース。
その後も7月クールの宅間孝行脚本・演出『素晴らしき哉、先生!』、10月クールの兵藤るり脚本『マイダイアリー』と、同枠の大半の作品を企画・プロデュースしている。
『日曜の夜ぐらいは…』では、2023年7月度ギャラクシー賞月間賞、第61回ギャラクシー奨励賞、2023年日本民間放送連盟賞「番組部門 テレビドラマ番組」優秀賞を受賞。また主題歌のMrs. GREEN APPLE『ケセラセラ』は同年の日本レコード大賞にて「大賞」を受賞した。
『何曜日に生まれたの』では、2023年10月度ギャラクシー賞月間賞、第61回ギャラクシー奨励賞、MIPCOM BUYERS' AWARD for Japanese Drama 2023にノミネートされた。それまではベテランの脚本家と組むことが多かったが、『マイダイアリー』で初めて、若手の兵藤るりと組み、兵藤はこの作品で最年少で第43回向田邦子賞を受賞した。

## テレビドラマ

### フジテレビ
- 翼の折れた天使たち（2006年・2007年、企画・プロデュース）
- ダンドリ娘（2006年、プロデュース）
- のだめカンタービレ（2006年、プロデュース）
- 1リットルの涙 特別編〜追憶〜（2007年、企画）
- 松本清張スペシャル・殺人行おくのほそ道（2007年、プロデュース）
- 美ら海からの年賀状（2007年、企画・プロデュース）
- のだめカンタービレ in ヨーロッパ（2008年、プロデュース）
- CHANGE（2008年、プロデュース）
- 血液型別オンナが結婚する方法（2009年、プロデュース）
- 不毛地帯（2009年 - 2010年、プロデュース）
- 大切なことはすべて君が教えてくれた（2011年、プロデュース）
- 全開ガール（2011年、プロデュース）
- 蜜の味〜A Taste Of Honey〜（2011年、プロデュース）
- 再会（2012年、プロデュース）
- 最高の離婚（2013年、プロデュース）
- ショムニ（2013年、編成企画）
- 山田くんと7人の魔女（2013年、編成企画）
- 松本清張スペシャル・顔（2013年、プロデュース）
- 家族の裏事情（2013年、編成企画）
- 福家警部補の挨拶（2014年、編成企画）
- 天誅〜闇の仕置人〜（2014年、企画）
- 最高の離婚Special 2014（2014年、企画）
- ファースト・クラス（2014年、制作統括）
- 昼顔〜平日午後3時の恋人たち〜（2014年、プロデュース）
- アウトバーン マル暴の女刑事・八神瑛子（2014年、編成企画）
- 問題のあるレストラン（2015年、プロデュース）
- 天才探偵ミタライ〜難解事件ファイル「傘を折る女」〜（2015年、企画）
- 無痛〜診える眼〜（2015年、編成企画）
- 武道館（2016年、プロデュース）
- ラスト・ハネムーン2ndシーズン（2016年、企画）
- 黒蠍（2016年、編成企画）
- Love or Not（2017年、企画）
- &美少女 NEXT GIRL meets Tokyo（2017年、企画・プロデュース）
- 女の勲章（2017年、アソシエイトプロデューサー）
- パパ活（2017年、企画）
- 将棋めし（2017年、企画・プロデュース）
- ラブラブエイリアン2（2018年、プロデュース）
- ROAD to EDEN（2018年、製作）
- Love or Not ♪（（（2018年、企画）
- KISSしたい睫毛（2018年、企画・プロデュース）
- 花にけだもの（2018年、企画・プロデュース）
- ポルノグラファー（2018年、企画・プロデュース）
- 彼氏をローンで買いました（2018年、企画・プロデュース）
- Love or Not 2（2019年、企画）
- 小説王（2019年、チーフプロデューサー）
- 高嶺と花（2019年、企画）
- いつか、眠りにつく日（2019年、企画・プロデュース）
- ポルノグラファー～インディゴの気分～（2019年、企画・プロデュース）
- 百合だのかんだの（2019年、企画・プロデュース）
- 花にけだもの～Second Season～（2019年、企画・プロデュース）
- ヤヌスの鏡（2019年、企画・プロデュース）
- ブスの瞳に恋してる2019～The Voice～（2020年、チーフプロデュース）
- 乃木坂シネマズ〜STORY of 46〜（2020年、企画・プロデュース）
- 地獄のガールフレンド（2020年、企画・プロデュース）
- 運命から始まる恋（2020年、チーフプロデューサー）
- 30禁 それは30歳未満お断りの恋（2020年、企画・プロデュース）
- 東京ラブストーリー（2020年、企画・プロデュース）

### 朝日放送テレビ
- ドキュメンタリードラマ 奇跡のバックホーム（2021年、企画）
- The usual night いつもの夜（2022年、企画・プロデュース）
- ドラマ+「OTHELLO」（2022年、企画・プロデュース）
- ドラマL「推しが武道館いってくれたら死ぬ」（2022年、企画・プロデュース）
- 僕らのミクロな終末（2023年、企画・プロデュース）
- 日曜の夜ぐらいは…（2023年、企画・プロデュース）
- サブスク彼女（2023年、企画・プロデュース）
- 何曜日に生まれたの（2023年、企画・プロデュース）
- ●●ちゃん（2023年、企画・プロデュース）
- たとえあなたを忘れても（2023年、企画・プロデュース）
- こういうのがいい（2023年、企画・プロデュース）
- セレブ男子は手に負えません（2024年、企画・プロデュース）
- アイのない恋人たち（2024年、企画・プロデュース）
- 素晴らしき哉、先生!（2024年、企画・プロデュース）
- マイダイアリー（2024年、企画・プロデュース）

## 映画
- 劇場版ポルノグラファー～プレイバック～（2021年、企画・プロデュース）
- 劇場版 推しが武道館いってくれたら死ぬ（2023年、企画・プロデュース）

## 配信ドラマ

### BeeTV
- ひだまりの場所〜初恋〜（2010年、プロデュース）
- 電撃婚～perfume of love～（2010年、プロデュース）
- 彼は、妹の恋人（2011年、企画・プロデュース）

### dTV×FOD
- Love or Not（2017年、企画）
- パパ活（2017年、企画）
- Love or Not ♪（2017年、企画）
- 花にけだもの（2017年、企画・プロデュース）
- 彼氏をローンで買いました（2018年、企画・プロデュース）
- Love or Not 2（（2018年、企画）
- 花にけだもの～Second Season～（2019年、企画・プロデュース）

### FOD×Netflix
- 夫のちんぽが入らない（2019年、企画・プロデュース）

### FOD×Amazon Prime Video
- 東京ラブストーリー（2020年、企画・プロデュース）